# Nicolas Benoit
Cet article concerne l'officier, fondateur des Éclaireurs de France. Pour le joueur de rugby, voir Nicolas Benoît. Pour l'architecte russe, voir Nicolas Benois
Pour les articles homonymes, voir Benoît.
Nicolas Benoit, né à Roanne le 15 octobre 1875 et mort pour la France le 17 décembre 1914, est un officier de marine, le fondateur des Éclaireurs de France le 2 décembre 1911. Il est donc le premier à importer le scoutisme en France.

## Biographie
Il passe son adolescence en Algérie, où sa famille s'installe à partir de 1884. Il entre en 1893 à l'École navale, puis embarque à bord de la frégate L'Iphigénie en tant qu'élève officier à l'école d’application des Enseignes de Vaisseau. Il y parfait son apprentissage d'officier à l'occasion d'un tour du monde. Il se distingue lors de ce voyage par deux faits ; d'abord en sauvant son navire en circonscrivant un incendie dans le port de Dar es Salam grâce à la rapidité de son intervention ; ensuite par le sauvetage d'un matelot en se jetant à l'eau pour lui porter secours.
Il est nommé lieutenant de vaisseau en 1906, et participe à des campagnes sur tous les continents. Afin d'obtenir un brevet de militaire interprète, il sollicite un départ en Angleterre pendant un an. Il y est envoyé du 1er mai 1910 au 20 avril 1911. Il découvre alors le scoutisme à travers sa rencontre avec Baden-Powell.
Après son retour en France, il envoie au ministre de la Marine une note sur les techniques d'éducation de Baden-Powell. Nicolas Benoît se met à chercher toutes les personnes intéressées par la création d'un mouvement de scoutisme en France. Il rencontre en mai 1911 Pierre de Coubertin, créateur des Jeux olympiques modernes. Finalement les deux hommes ne s'entendront pas sur plusieurs points, ce qui aboutira à la création de deux entités différentes, les Éclaireurs de France et les Éclaireurs français (qui se réuniront avec les EDF en 1964). Ils déposent alors les statuts de la première association de scoutisme française le 2 décembre 1911 en préfecture de Paris. La première activité a lieu le 4 février 1912.
Il vécut trop peu de temps pour voir le développement du scoutisme en France. Embarqué sur le croiseur Châteaurenault quand éclate la Première Guerre mondiale, il demande à combattre sur le front et est affecté au 2e régiment des fusiliers marins. C'est à Nieuport-Steenstrate en Belgique lors d'une charge à la baïonnette, qu'il tombe au champ d'honneur, le 17 décembre 1914.

## Distinction
- Décoration impériale allemande
- Chevalier de la Légion d'honneur (12 juillet 1911)